# Rhesala nigra
Rhesala nigra là một loài bướm đêm trong họ Noctuidae.